# Yair Medina Ortiz
Yair Medina Ortiz (13 de marzo de 1988) es un deportista colombiano que compitió en taekwondo. Ganó dos medallas en el Campeonato Panamericano de Taekwondo en los años 2012 y 2014.

## Palmarés internacional
| Campeonato Panamericano | Campeonato Panamericano | Campeonato Panamericano | Campeonato Panamericano |
| Año                     | Lugar                   | Medalla                 | Categoría               |
| ----------------------- | ----------------------- | ----------------------- | ----------------------- |
| 2012                    | Sucre (Bolivia)         | Medalla de oro          | –80 kg                  |
| 2014                    | Aguascalientes (México) | Medalla de bronce       | –80 kg                  |